# Ahn Jae-hong (Schauspieler, 1986)
Ahn Jae-hong (* 31. März 1986 in Busan, Südkorea) ist ein südkoreanischer Schauspieler.

## Leben
Ahn Jae-hong begann seine Filmkarriere 2009 mit Kurzfilmen. 2011 erlangte er eine kleine Rolle in The Day He Arrives von Hong Sang-soo, der zu den Internationalen Filmfestspielen von Cannes eingeladen wurde. 2012 spielte er eine Hauptrolle in dem Jugend-Independentfilm Sunshine Boys, der auf dem Busan International Film Festival lief. 2013 arbeitete er erneut mit Hong Sang-soo zusammen für eine Nebenrolle in Haewon und die Männer. Danach spielte er die Hauptrolle in der Sportkomödie The King of Jokgu (2013), wobei Jokgu eine Mischung aus Fußball und Volleyball ist. Für den Film wurde er als bester Darsteller mit dem Wildflower Award ausgezeichnet, einem Preis für Independentfilme. Durch den Film erhielt Ahn einige Aufmerksamkeit in der südkoreanischen Filmindustrie und er erhielt fortan zahlreiche Rollen in größeren Produktionen.
Als Ahns Durchbruchsjahr gilt das Jahr 2015, in dem er in der Fernsehserie Reply 1988 mitspielte. Dieses Nostalgie-Drama wurde zu einer der erfolgreichsten Serien der südkoreanischen Fernsehgeschichte. Außerdem ergatterte er Rollen in den Filmen C’est si bon, Twenty, Coin Locker Girl und The Sound of a Flower. 2017 arbeitete er ein weiteres Mal mit Hong Sang-soo für den Film On the Beach at Night Alone zusammen. Außerdem spielte er weitere Hauptrollen in dem futuristischen Actionfilm Fabricated City, der Historienkomödie The King’s Case Note und der Fernsehserie Fight for My Way.

## Filmografie

### Filme
- 2011: The Day He Arrives (북촌 방향)
- 2012: The Sunshine Boys (1999, 면회)
- 2013: Haewon und die Männer (누구의 딸도 아닌 해원)
- 2013: The King of Jokgu (족구왕)
- 2014: Tazza: The Hidden Card (타짜: 신의 손)
- 2014: Red Carpet
- 2014: Miss The Train (미성년 Miseongnyeon)
- 2015: C’est si bon (쎄시봉)
- 2015: Twenty (스물)
- 2015: Coin Locker Girl (차이나타운)
- 2015: The Sound of a Flower (도리화가)
- 2016: Queen of Walking (걷기왕)
- 2016: The Queen of Crime (범죄의 여왕)
- 2016: The Last Ride (위대한 소원)
- 2016: Goodbye Single (굿바이 싱글)
- 2016: Missing You (널 기다리며)
- 2017: On the Beach at Night Alone
- 2017: The King’s Case Note (임금님의 사건수첩)
- 2017: Fabricated City (조작된 도시)
- 2017: Microhabitat (소공녀 Sogongnyeo)
- 2018: Grass (풀잎들)
- 2019: Miss & Mrs. Cops (걸캅스)
- 2020: Rettet den Zoo (해치지않아)
- 2020: Time to Hunt (사냥의 시간)

### Fernsehserien
- 2015: Reply 1988 (응답하라 1988)
- 2016: Legend of the Blue Sea (푸른 바다의 전설)
- 2017: Fight for My Way (쌈 마이웨이)
- 2019: Be Melodramatic (멜로가 체질)

## Auszeichnungen
Wildflower Award
- 2015: Auszeichnung in der Kategorie Bester Darsteller für The King of Jokgu[2]

Director’s Cut Award
- 2015: Auszeichnung in der Kategorie Bester Neuer Darsteller für The King of Jokgu

KBS Drama Awards
- 2017: Auszeichnung in der Kategorie Bester Neuer Darsteller für Fight for My Way